# Sous-Parsat
Sous-Parsat is een gemeente in het Franse departement Creuse (regio Nouvelle-Aquitaine) en telt 138 inwoners (1999). De plaats maakt deel uit van het arrondissement Aubusson.
Absoluut hoogtepunt van het plaatsje is het kerkje in het centrum: door een moderne schilder is de volledige binnenkant beschilderd in moderne stijl.

## Geografie
De oppervlakte van Sous-Parsat bedraagt 9,1 km², de bevolkingsdichtheid is 15,2 inwoners per km².

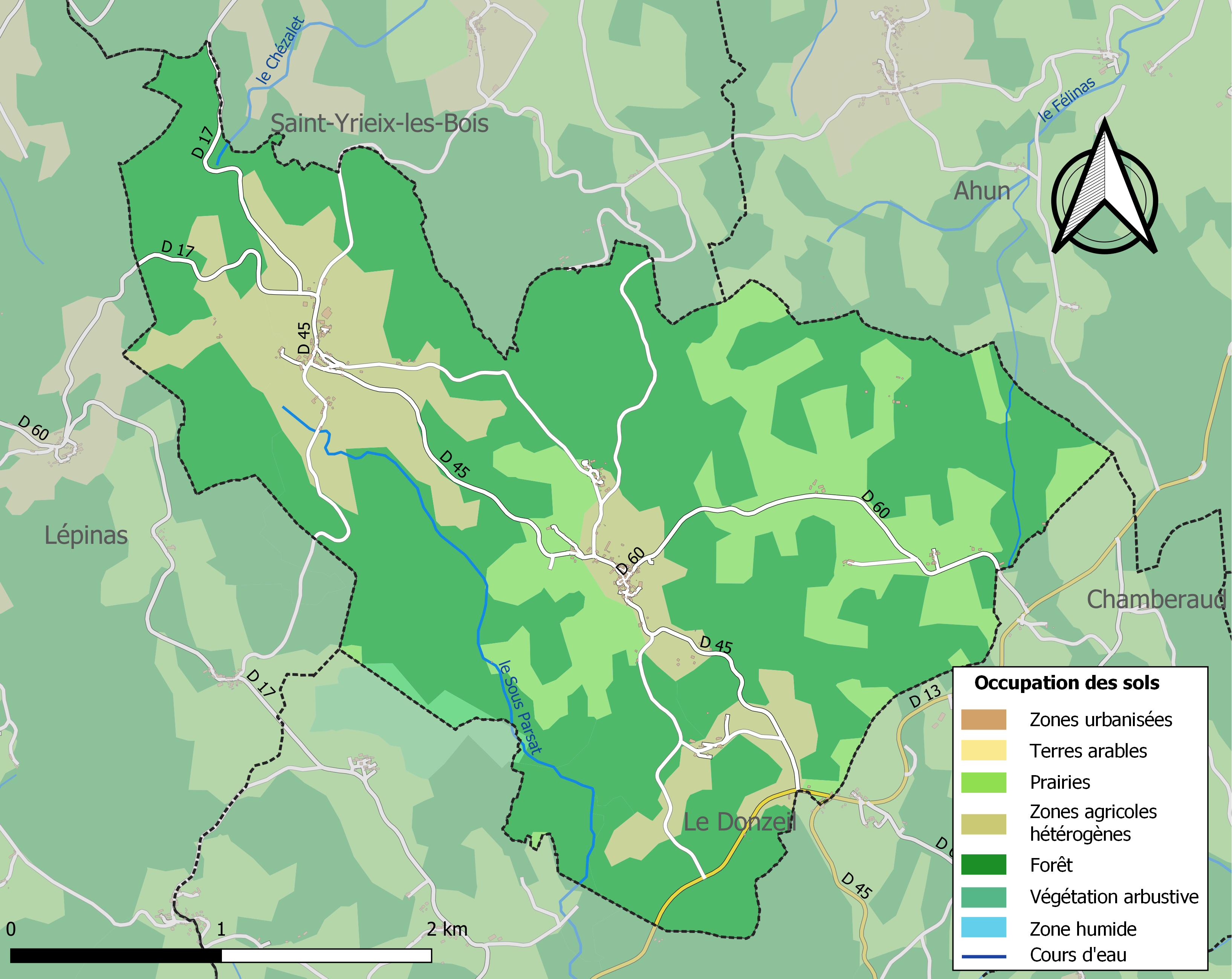
Kaart van de gemeente met de belangrijkste infrastructuur, bodemgebruik en omliggende gemeenten

## Demografie
Onderstaande figuur toont het verloop van het inwonertal (bron: INSEE-tellingen).